# Шварме
Шварме (нім. Schwarme) — громада в Німеччині, розташована в землі Нижня Саксонія. Входить до складу району Діпгольц. Складова частина об'єднання громад Брухгаузен-Фільзен.
Площа — 24,29 км2. Населення становить 2645 ос. (станом на 31 грудня 2021).